# آلوارز گیتارز
آلوارز گیتارز (انگلیسی: Alvarez Guitars) شرکت تجهیزات موسیقی آمریکایی است، که در سال ۱۹۶۵ تأسیس شد.